# دهستان قزل‌آلان
دهستان قزل‌آلان یکی از دهستان‌های شهرستان گمیشان در استان گلستان ایران است. این دهستان در بخش گلدشت قرار دارد و براساس سرشماری مرکز آمار ایران در سال ۱۳۹۰، جمعیت آن ۹۳۴۸ نفر (در ۲۱۴۴ خانوار) بوده‌است.